# Pétange
Pétange (luxemburgi: Péiteng; német: Petingen) Luxemburg egyik városa, mely az ország délnyugati részén, a belga és francia határ mentén terül el.

## Földrajz
Pétange Luxemburg délnyugati részén helyezkedik el, szomszédai a belga Luxembourg tartomány és a francia Meurthe-et-Moselle megye. A város a Chiers-völgy felső részén fekszik. A város közel 12 km²-es területével az egyik legkisebb Luxemburgban.

## Történelem
Pétange-ról az első írásos feljegyzések 938-ból származnak. Közel hat századdal később a település még mindig egy nem túl jelentős falu, melynek 1536-ban csupán 25 lakója volt. 1601-ben vált határtelepüléssé. A települést megosztotta a határ egészen 1795-ig, amikor a szomszédos Franciaországhoz csatolták. A bécsi kongresszus után Pétange Hollandia része lett. A 19. században jelentősége megnőtt, köszönhetően a vasbányászat és acélipar fellendülésének. Az első vasútvonalat 1873-ban nyitották meg (Esch-sur-Alzette-be), majd ezt kettő követte 1873-ban (Ettelbruckba) és 1900-ban (Luxembourgba). 1944. szeptember 9-én a várost Luxemburgban elsőként szabadították fel a szövetségesek a német megszállás alól.

## Népesség
Pétange 14 632 fős népességével az ötödik legnagyobb a 116 luxemburgi település közül.

## Nevezetességek
- A várostól délre található a Titelberg-domb, melyen kelta emlékek és egy erőd romjai találhatók (amelynek a római hódítás előtt 10 000 fős népessége volt).
- A Fond de Gras múzeumvasút az 1900-as évek elején tapasztalható gazdasági virágzást és a nagy vasúti múltat idézi fel, többek között két gőzmozdony vontatta szerelvénnyel.

## Sport
A város futballcsapata az 1910-ben alapított (és ezzel az egyik legidősebb Luxemburgban) C.S. Pétange, mely a luxemburgi labdarúgó-bajnokság első osztályában játszik. Eddigi legnagyobb eredménye a 2004-2005-ös szezonban a kupagyőzelem. Stadionja a 3300 fő befogadóképességű Stade Municipal.

## Testvértelepülések
- Maribor, Szlovénia
- Schio, Olaszország

## Fordítás
Ez a szócikk részben vagy egészben  a   Pétange című angol Wikipédia-szócikk fordításán alapul.  Az eredeti cikk szerkesztőit annak laptörténete sorolja fel. Ez a jelzés csupán a megfogalmazás eredetét és a szerzői jogokat jelzi, nem szolgál a cikkben szereplő információk forrásmegjelöléseként.

## Külső hivatkozások
- Pétange weboldala
- C.S. Pétange labdarúgóklub weboldala